# Жиль Боске
Жиль Боске (фр. Gilles Bosquet, 14 липня 1974) — французький академічний веслувальник.
Срібний призер Олімпійських Ігор 1996 року в складі розпашної четвірки без стернового, учасник 2000 року.
Чемпіон світу 2001 року в складі розпашної четвірки зі стерновим, срібний призер 1997, 1998 років у складі розпашної четвірки без стернового.